# Universidade Estadual de Lagos
Universidade Estadual de Lagos (em inglês: Lagos State University) - também conhecida pela sigla LASU - foi fundada em 1983 pela Lei de habilitação do estado de Lagos da Nigéria, para o avanço da aprendizagem e estabelecimento de excelência acadêmica. A universidade atende a uma população de mais de 61 000, matriculados em programas de tempo integral e tempo parcial para diploma, graduação e pós-graduação. A Universidade Estadual de Lagos localiza-se na cidade de Ojo, Lagos, Nigéria, e é a única universidade estadual da ex-colônia britânica.
O Ag. vice-chanceler é Ibiyemi Olatunji-Bello.

## História
A Universidade Estadual de Lagos foi concebida como um multi-campus, colegiado e Universidade  não-residencial. Atualmente, a Universidade Estadual de Lagos opera um sistema multi-campus com quatro campi de propriedade tendo seu campus principal em Ojo (ao longo da Badagry Expressway) e outros campi em Epe (onde a Faculdade de Engenharia está localizada), Ikeja e Surulere, bem como seis campi externos/afiliados. O Ag. Vice-chanceler da Universidade,  Professor Ibiyemi Olatunji-Bello embarcou em uma viagem de mudança de marca da universidade através da construção de albergues dentro do Campus Ojo e a construção de uma (Rede Privada Virtual) Private Virtual Network (PVN). Também está fazendo esforços para colocar a Universidade em sua devida posição de liderança em várias disciplinas, especialmente Direito e Medicina.

## Ex-vice-chanceleres
- Professor Folabi Olumide [Pioneiro Vice-Chanceler]
- Professor (Mrs.) Jadesola Akande (Late)
- Professor Bababunmi
- Professor R. Akesode (Late)
- Professor Abdul Lateef A. Hussein

## Alunos notáveis
Entre os ex-alunos da Universidade do Estado de Lagos estão:
- Chioma Chukwuka Atriz
- Tara Fela-Durotoye Celebrity make-up artist
- Desmond Elliot Ator
- Alex Lopez Atriz
- Morakinyo Beckley Empreendedor Serial
- Tunde Obe Cantor
- Ruggedman Rapper
- Dolly Unachukwu Atriz
- Farida Mzamber Waziri EFCC chairman
- Queen .O. Agboye Event Manager and Designer
- Omotayo Olufunsho Johnson Graphic Designer, NEXT idowu akintomide enginnering (FAAN)